# Iassynouvata
Iassinovataïa
Iassynouvata (en ukrainien : Ясинувата) ou Iassinovataïa (en russe : Ясиноватая) est une ville de l'oblast de Donetsk, en Ukraine, raïon de Donetsk. Sa population s'élevait à 35 836 habitants en 2013. Elle fait partie de facto de la république populaire de Donetsk depuis 2014.

## Géographie
Iassynouvata est située à 15 km au nord de Donetsk et fait partie de l'agglomération de Donetsk.
La ville se trouve dans la partie centrale de l'oblast, en amont des rivières Kalmious et Krivyï Torets. À la périphérie sud de la ville, le canal Donets-Donbass se jette dans la rivière Kalmious (réservoir du Haut-Kalmious) à l'est. Elle est assise sur le Plateau du Donets, à une altitude de 257 mètres.

## Histoire
Iassynouvata est d'abord un village fondé en 1872 pour la construction du chemin de fer russe Kostiantynivka – Oleksandrivka qui relie l'usine métallurgique Hughes (aujourd'hui usine métallurgique de Donetsk) à la ligne Ligne Koursk-Kharkiv-Azov. La gare et le village reçoivent le nom du village le plus proche, Yassinovatoï. En 1879, la ligne est prolongée jusqu'à Ienakiieve, en 1883 jusqu'à Makiïvka, en 1885 jusqu'à Synelnykove. Au début du XXe siècle, la population de Iassynouvata est d'environ 800 habitants et la gare est devenue un important nœud ferroviaire. En 1926, Iassynouvata reçoit le statut de commune urbaine et compte déjà 2 902 habitants. En 1937, le centre de gestion des chemins de fer du sud de l'Ukraine est établi dans cette ville qui devient un des plus importants carrefours ferroviaires de la république socialiste soviétique d'Ukraine avec une gare de triage et de nombreux immeubles de cheminots et d'employés du chemin de fer.
La ville est occupée par l'armée allemande le 22 octobre 1941, et libérée par les forces du front du Sud de l'Armée rouge, le 7 septembre 1943, au cours de l'opération Donbass. La ville est rapidement reconstruite après la Grande Guerre patriotique, avec notamment une usine de construction de machines qui commence sa production en 1949. En 1953, la construction des principaux ateliers est achevée. L'usine commence alors à produire des grues à tour, des aiguillages, des tunneliers, des concasseurs et plus encore. Dans les années 1950, une usine de produits en béton armé et un atelier de tuiles sont construits. En 1965, l'électrification des directions principales de la branche de Iassinouvata du chemin de fer de Donetsk est réalisée. La ville obtient en 1976 le statut de ville d'importance régionale était, jusqu'à la réforme administrative de 2020, le centre administratif du raïon de Iassynouvata.

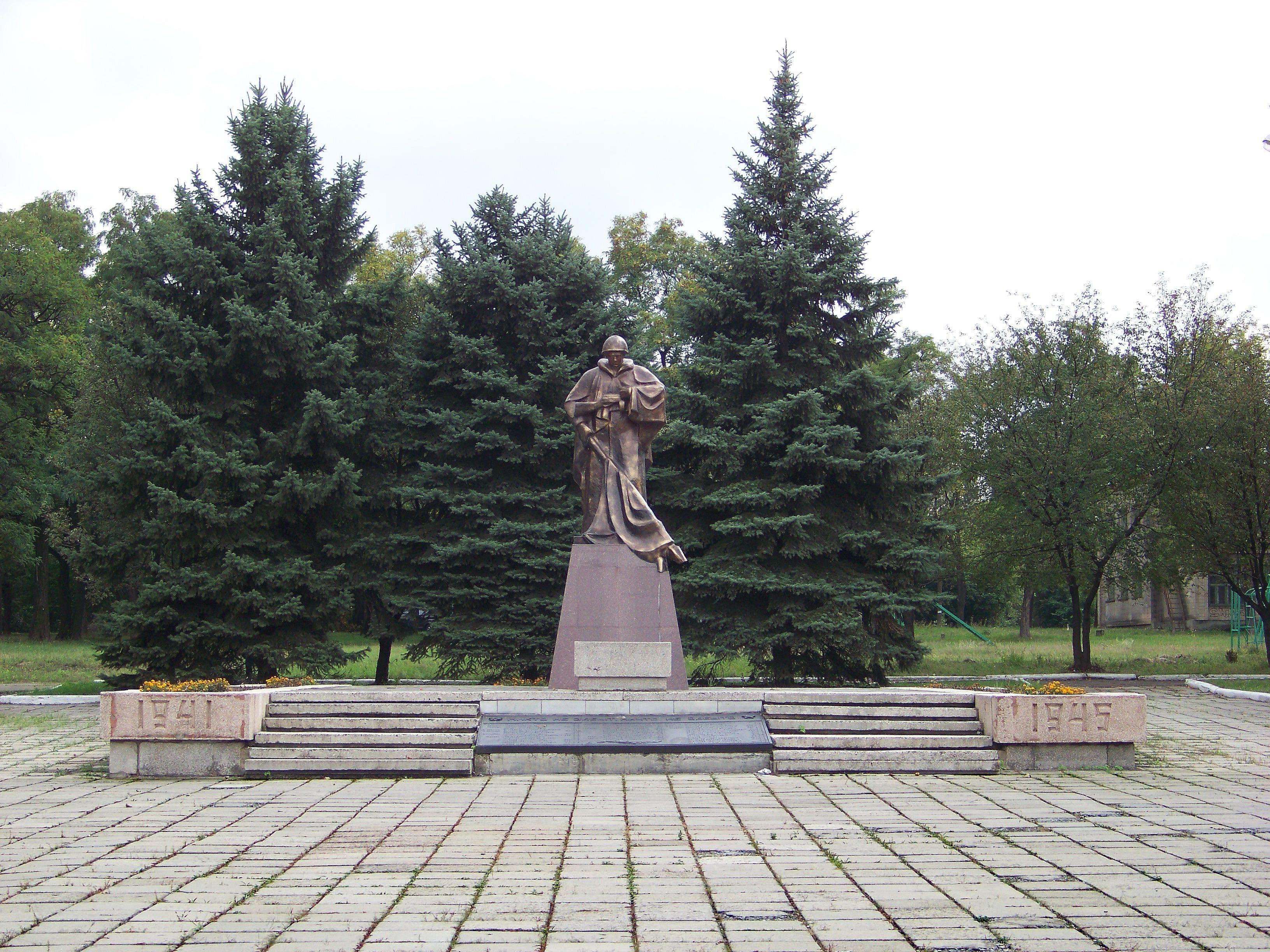
Monument aux soldats du front du Sud tombés pendant la Grande Guerre patriotique.

À cause de la crise ukrainienne de 2013-2014, la circulation ferroviaire est stoppée en 2014. Des combats sporadiques ont lieu jusqu'en 2016.

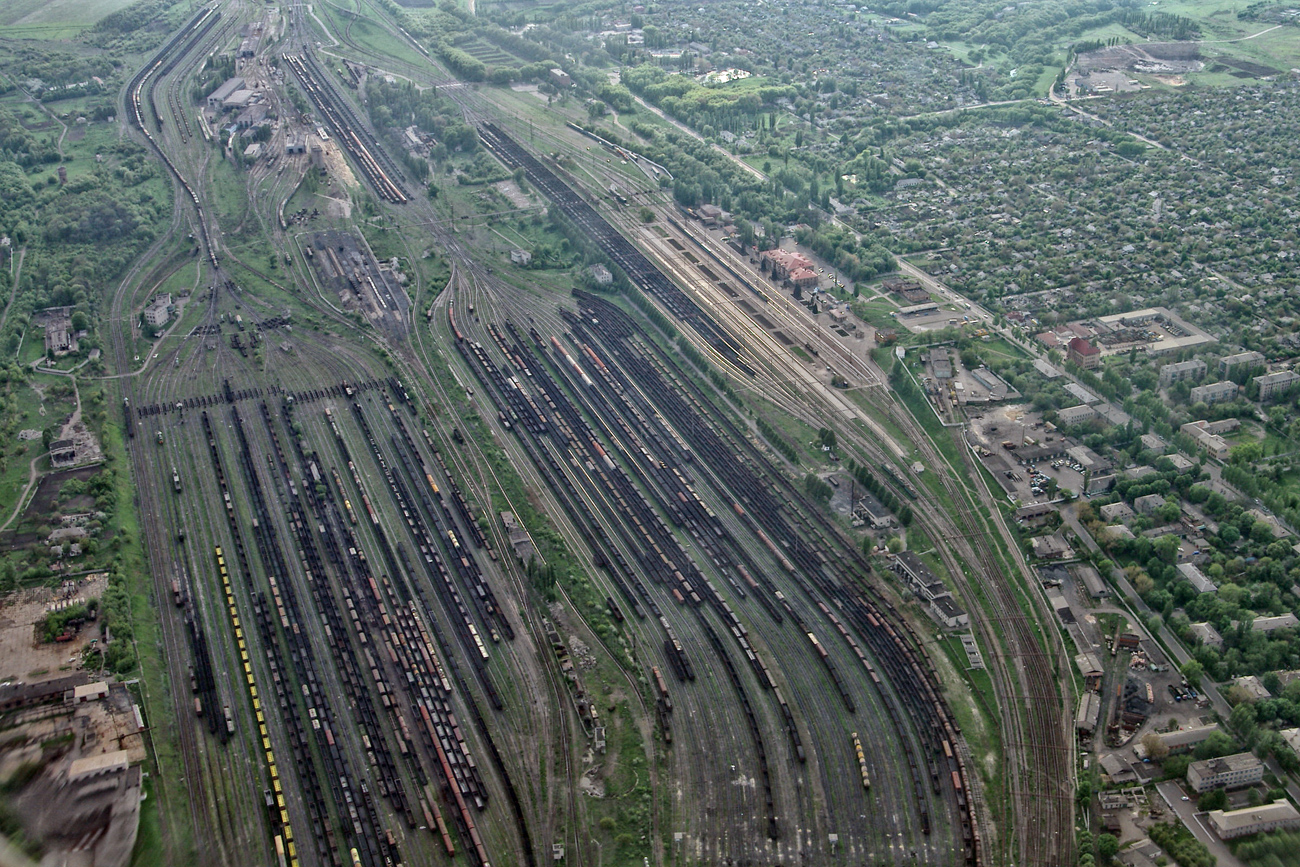
Vue du nœud ferroviaire.

## Population
Recensements (*) ou estimations de la population :
| 1897* | 1923* | 1926* | 1939*  | 1959*  | 1970*  |
| ----- | ----- | ----- | ------ | ------ | ------ |
| 800   | 1 554 | 2 902 | 16 432 | 31 673 | 37 370 |

| 1979*  | 1989*  | 2001*  | 2011   | 2012   | 2013   |
| ------ | ------ | ------ | ------ | ------ | ------ |
| 36 411 | 39 354 | 37 552 | 35 990 | 35 843 | 35 836 |

## Religion
La ville possède une collégiale principale dédiée aux apôtres Pierre et Paul; l'église Saint-Vladimir; l'église Saint-Nicolas et la chapelle Sainte-Lioudmila qui dépendent toutes de l'Église orthodoxe ukrainienne du patriarcat de Moscou.